# Begonia hispida
Begonia hispida es una especie de planta perenne perteneciente a la familia Begoniaceae. Es originaria de Sudamérica.

## Distribución
Es originaria de Brasil donde se encuentra en la Mata Atlántica distribuidas por São Paulo, Río de Janeiro, Paraná y Santa Catarina.

## Taxonomía
Begonia hispida fue descrita por Schott ex A.DC. y publicado en Flora Brasiliensis 4(1): 364. 1861.
Sinonimia
- - Begonia hispida var. cucullifera Irmsch., Bot. Jahrb. Syst. 76: 51. 1953.
  - Begonia hammoniae Irmsch., Bot. Jahrb. Syst. 76: 54. 1953.
  - Begonia reitzii Brade, Sellowia 9: 31. 1958.[3]